# حسن بن راشد آل خليفة
حسن بن راشد بن حسن بن علي بن محمد بن عيسى آل خليفة مغني وموسيقي ورجل أعمال بحريني.

## السيرة الذاتية
ولد في عام 1976. مغني وموسيقي في فئة روك أند رول تحت الاسم الفني شيك (الهزة) مع بينزتوك (شجرة الفاصولياء) وبراذرمانديود عام 2004 وماناكين ومقرها في المملكة المتحدة. رئيس مجلس إدارة شركة رعاية الأمومة من 2002 إلى 2005 ثم رئيس مجلس إدارة مجموعة الراشد من عام 2005.